# Марчинський Йосип Йосипович
Йо́сип Йо́сипович Марчи́нський (* 25 грудня 1952, с. Грубське, Житомирська область — 31 грудня 2022, Коростишів, Житомирська область) — український скульптор. Заслужений художник АР Крим.

## Біографія
1972 — закінчив Львівське державне училище прикладного мистецтва ім. Івана Труша (нині Львівський державний коледж декоративного і ужиткового мистецтва імені Івана Труша).
1979 — закінчив Львівський державний інститут ужиткового та декоративного мистецтва (нині Львівська академія мистецтв). Там його вчителями були Борисенко Валентин Назарович, Садовський Йосип Антонович, Мисько Еммануїл Петрович та Крвавич Дмитро Петрович.
1987 — член Спілки художників СРСР.
1991 — член Національної спілки художників України.
2006 — державна премія Верховної Ради АР Крим.
2009 — Заслужений художник АР Крим.
Мистецькі жанри: монументальна, паркова і станкова скульптура.
За пропозицією Посольства України у Вірменіі розробив проект пам'ятника Т.Шевченко для міста Єреван. Міністерством закордонних справ України, Міністерством культури України, Українською всесвітньою координаційною радою, Держбудом України та Київською мерією розробка розглянута і запропонована до реалізації.

## Найважливіші конкурси

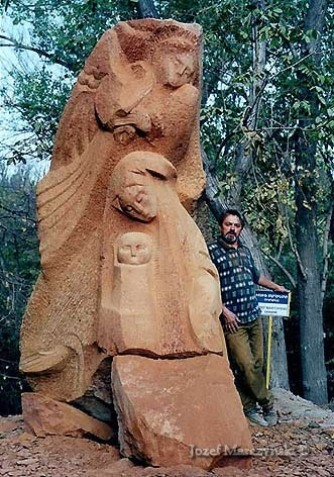
«Народження Христа», висота 315 см, туф, Єреван, Вірменія, вересень 2001

- 1985 — друга премія серед 12 творчих колективів з європейських країн на Міжнародному конкурсі з реконструкції і художнього оформлення центру міста Дві Могили (Болгарія).
- 1994 — пропозиція Йосипа Марчинського визнана найкращою серед 28 проектів на Міжнародному конкурсі на спорудження Монументу жертвам депортації кримських татар.
- 2001 — на конкурсі на спорудження пам'ятника колишньому міському голові Євпаторії С. Е. Дувану проект запропоновано до реалізації в кенасі м. Євпаторії (Україна).
- 2004 — дві пропозиції виграли у Конкурсі паркової скульптури для оновленої набережної м. Ялта.

## Найважливіші монументальні твори
- В'їзний знак у м. Бахчисарай (висота 11 м; бетон, мідь; Крим, Україна)
- В'їзний знак у м. Сімферополь (з боку Євпаторійського шосе) (висота 14 м; нержавіюча сталь; Крим, Україна)
- Металопластика на фасаді Палацу урочистих подій у Євпаторії (8 м * 3,5 м * 1 м; латунь; Крим, Україна)
- «Сизиф» (висота 200 см; пісковик; Ямпіль, Україна)
- «Материнство» (висота 195 см; граніт; Сімферополь, Україна)
- «Народження Христа» (висота 315 см; туф; Єреван, Вірменія)